# Gornji Rahić
Gornji Rahić – wieś w Bośni i Hercegowinie, w dystrykcie Brczko. W 2013 roku liczyła 3403 mieszkańców, z czego większość stanowili Boszniacy.